# Öster-Flärksjön
Öster-Flärksjön är en sjö i Bräcke kommun i Jämtland och ingår i Ljungans huvudavrinningsområde. Sjön har en area på 0,206 kvadratkilometer och ligger 312 meter över havet. Sjön avvattnas av vattendraget Flärkån.

## Delavrinningsområde
Öster-Flärksjön ingår i det delavrinningsområde (699428-150129) som SMHI kallar för Utloppet av Öster-Flärksjön. Medelhöjden är 370 meter över havet och ytan är 2,43 kvadratkilometer. Räknas de 2 avrinningsområdena uppströms in blir den ackumulerade arean 15,65 kvadratkilometer. Flärkån som avvattnar avrinningsområdet har biflödesordning 4, vilket innebär att vattnet flödar genom totalt 4 vattendrag innan det når havet efter 169 kilometer. Avrinningsområdet består mestadels av skog (79 procent) och sankmarker (12 procent). Avrinningsområdet har 0,2 kvadratkilometer vattenytor vilket ger det en sjöprocent på 8,4 procent.